# برهم اند وولي (كامبريدجشير)
برهم اند وولي (بالإنجليزية: Barham and Woolley)‏ هي قرية و أبرشية مدنية تقع في المملكة المتحدة في إنجلترا. يقدر عدد سكانها بـ 55 نسمة .